# روح اختری
روح اختری (کالبد اختری) (انگلیسی: astral spirit)، تجسمی از جسم است.

## کالبد جسمانی و کالبد انرژی
کالبد جسمانی (physical body) و کالبد انرژی (energy body) تنها پیکربندی‌های انرژی در حیطه انسان‌ها هستند که با یکدیگر تعادل ایجاد می‌کنند.

## کالبد اختری
کالبد اختری (double)، (دیگری the other) (کالبد رؤیا dreaming body) هر کس خود اوست. وجودی تجسم یافته عین جسم، مبتنی بر کالبد انرژی که حاصل عمل اقتدار است.

## هیچ دو گانگی دیگری جز دو گانگی کالبد جسمانی و کالبد انرژی نیست
ما بر این باوریم که در ما دوگانگی وجود دارد. ذهن بخش فاقد استحکام و بی جسم ماست و جسم بخش واقعی و ملموس است.
این تقسیم‌بندی انرژی ما را در حالت جدایی آشفته‌ای نگاه می‌دارد و مانع از یکپارچگی می‌شود.
منقسم بودن وضع و ویژگی بشری است. اما تقسیم بین ذهن و جسم نیست، بلکه بین جسمی است که ذهن یا نفس را جای می‌دهد و «کالبد اختری» که آوند انرژی بنیادین انسان است.

## پروازتجریدیآگاهی
لحظه ای که کالبد جسمانی انسان کاملاً از وجود همتای انرژتیکی یا کالبد اثیری خویش آگاه شود، سیر به سوی تجرید آغاز و قلمرو کاملاً متفاوت آگاهی در دسترس است.
اگر آگاهی انسان به کالبد اختری متصل باشد، دیگر تحت تأثیر قوانین دنیای مادی نیست، بلکه بیشتر نیروهای اثیری او را رهنمون می‌شوند، ولی تا وقتی که آگاهی به کالبد جسمانی متصل است نیروی جاذبه و قید و بندهای دیگر حرکات انسان را محدود می‌کنند.

## دو گانگی تحمیل شده
قبل از تولد این دوگانگی تحمیل شده وجود ندارد، ولی از لحظه تولد دو قسمت توسط کشش قصد بشریت از یکدیگر جدا می‌شود. یک قسمت به طرف بیرون می‌گردد و کالبد جسمانی می‌شود، دیگری به سوی داخل و کالبد اختری می‌گردد.
هنگام مرگ قسمت سنگین تر، یعنی جسم به زمین بازمی‌گردد تا جذب آن شود و قسمت سبک‌تر، یعنی کالبد اختری آزاد می‌شود، ولی متأسفانه از آن رو که کالبد اختری هرگز کامل نشده‌است، با آزادی فقط برای لحظه ای رویارو می‌گردد.